# Svay Rieng (stad)
Svay Rieng är en provinshuvudstad i Kambodja.   Den ligger i provinsen Svay Rieng, i den södra delen av landet, 110 km sydost om huvudstaden Phnom Penh. Svay Rieng ligger 12 meter över havet och antalet invånare är 23 956.
Terrängen runt Svay Rieng är mycket platt. Runt Svay Rieng är det ganska tätbefolkat, med 239 invånare per kvadratkilometer. Det finns inga andra samhällen i närheten. Trakten runt Svay Rieng består till största delen av jordbruksmark.